# Molfetta Sportiva 1917
L'A.S.D. Molfetta Sportiva 1917, meglio nota come Molfetta Sportiva o semplicemente Molfetta, è una società calcistica con sede nella città di Molfetta, parte della città metropolitana di Bari. Milita in Promozione Pugliese. Porta il nome di un sodalizio esistito per gran parte del XX secolo.
Fondata nel 1917 con il nome di Unione Sportiva Fulgor, la Molfetta Sportiva è stata la formazione del comune pugliese che ha raggiunto le maggiori categorie, avendo disputato delle sue 74 stagioni sportive ufficiali, 16 anni nella terza serie nazionale e 21 nel massimo campionato dilettantistico nazionale principalmente fra gli anni venti e i primi anni settanta. Nel quinquennio 1990-1995, a trentatré anni dall'ultima apparizione in Serie C, ha disputato gli unici suoi cinque campionati pienamente professionistici in Serie C2. Nel 1999 è fallita dopo una crisi finanziaria.
Rifondata due volte per variazione di denominazione di altri club, rispettivamente nel 2009 e l'ultima nel 2015. I due club che dopo l'anno 2000 hanno rivendicato ufficialmente la tradizione della squadra storica, hanno in comune con questa solo il nome e i colori sociali, nessun legame giuridico.

## Storia

### Dalla nascita alla fine degli anni quaranta (1917-1948)

#### L'U.S. Fulgor dagli albori agli esordi nei campionati federali (1917-1929)
Nella prima decade del settembre 1917, durante la prima guerra mondiale, viene fondata a Molfetta l'"Unione Sportiva Fulgor", una società polisportiva attiva nel football, atletica e nuoto, i cui atleti indossano maglie a strisce verticali bianche e blu, squadra ricordata come "Fulgor Molfetta". Nel calcio, la Fulgor disputa per i primi dieci anni gare a carattere non ufficiale; in questo periodo gioca fra i bianco-blu il molfettese Giosuè Poli, che nel 1926 si laureerà vice-campione di decathlon e sarà apprezzato come calciatore nel biennio 1926-1928 nel Foggia, assieme al compagno di squadra Giovanni Visentini (anch'egli molfettese e come Poli ceduto dalla Fulgor al Foggia nel 1926). Poli fu peraltro uno dei principali fondatori della Fulgor.

Il campo utilizzato dalla rappresentativa calcistica molfettese, in questo primo periodo è il terreno dell'istituto per sordomuti Apicella (o campo dell'Apicella). Nel 1927 i fulgoriani debuttano nel campionato FIGC di Terza Divisione, chiudendo il girone pugliese A in quarta posizione di classifica, penultimo posto. 

Il Molfetta vincitore del campionato regionale di Seconda Divisione, nella stagione 1929-1930. - dettagli

Nel 1928, a causa dell'allargamento della Prima Divisione alle formazioni che si sarebbero dovute iscrivere in seconda, anche la Fulgor partecipa al Campionato Meridionale 1928-1929 di Prima Divisione, in quella stagione coincidente con il secondo livello calcistico nazionale, terminato da essa in sesta e terzultima posizione così retrocedendo in Seconda Divisione.

#### L'approdo in Serie C (1929-1948)
Nell'estate del 1929 l'impresa sportiva molfettese cambia per la prima volta ragione sociale, in Unione Sportiva Molfetta, richiamandosi alla città adriatica anche nei colori sociali, mutati in bianco e rosso, gli stessi colori dello stemma comunale.
Nella stagione 1929-1930 il Molfetta vince il girone pugliese di Seconda Divisione e chiude il girone per il titolo meridionale al terzo posto; viene quindi ammesso in Prima Divisione. Dopo tre anni nella stessa categoria, nel 1934 decide di iscriversi in Seconda Divisione (che a partire dalla stagione 1934-1935 diverrà Prima Divisione regionale, a causa dell'introduzione della Serie C). Nel 1936 gli sparlotti - così erano chiamati i giocatori del Molfetta - vengono promossi in Serie C, iniziando dapprima un'alternanza fra quest'ultima e la prima serie regionale, e poi mantenendo la terza serie dal 1939 al 1948.

### L'alternanza fra le serie interregionali e la Serie C (1948-1964)

Un momento dell'incontro Molfetta- dell'8 febbraio 1953 (terminato 2-0 per i padroni di casa; campionato di Serie C 1952-1953. - dettagli

Nella stagione 1947-1948 di Serie C i pugliesi perdono lo spareggio salvezza contro il Barletta dopo aver chiuso il girone S della Lega interregionale Sud al dodicesimo posto in classifica, ottenendo però la riammissione d'ufficio nella nuova Promozione interregionale ed evitando così le leghe regionali.
Nel 1948 entra a far parte dei biancorossi l'istriano Alberto Milli, centravanti con passati in Serie A; vestirà la casacca del Molfetta per otto anni, facendo nel 1952-1953 anche l'allenatore. Gli sparlotti tornano in C nel 1951 dopo aver vinto il girone N e quello finale di Promozione Lega Sud. Disputano quindi due anni in terza serie e due in "IV Serie", la nuova interregionale, ottenendo nel 1955 il primo posto nel girone G (con due punti di distacco sul Chinotto Neri) e la promozione nel doppio spareggio contro il Dopolavoro Cirio - 1-0 in casa e 0-0 a Napoli - . Nelle semifinali della poule scudetto di categoria la Sportiva è poi sconfitta dal Colleferro; 3-1 il bilancio complessivo in favore dei rossoneri.

Una formazione del Molfetta degli anni cinquanta, presumibilmente della stagione 1955-1956 di Serie C. - dettagli

Dopo altri due campionati di Serie C di cui l'ultimo, il 1956-57, a girone unico, e sette nella lega interregionale divenuta nel 1959 "Serie D", al termine della stagione 1963-1964 i biancorossi retrocedono, tornando dopo venticinque anni nelle serie regionali.

### La Serie D e il quindicennio nelle categorie regionali (1964-1987)
Inizialmente il trascorso in Prima Categoria dura tre anni, e nel 1967 i biancorossi vengono ammessi in Serie D per completamento di organici, passandovi un lustro; la squadra disputa quindi i campionati regionali per quindici anni consecutivi, nei quali retrocede anche in seconda serie. Fa ritorno in Promozione regionale dopo quattro stagioni, nel 1982, a mezzo di fusione con la Polisportiva San Paolo (rappresentativa dell'omonimo quartiere di Bari).
Nel 1984 il politico molfettese Alessandro Fiore, detto Sandro, diventa azionista di maggioranza e presidente del club, che sotto la sua guida, dopo aver concluso il proprio girone di Promozione 1986-87 a un punto di distacco dal Cerignola primo classificato, viene ammesso nel Campionato Interregionale per ripescaggio.

### La salita in Serie C2 (1987-1995)

Il presidente Sandro Fiore, principale promotore del ritorno del Molfetta in Serie C dopo trent'anni. Negli anni 2020 gli è stata intitolata la tributa dello stadio Poli.

Il presidente Fiore, per favorire l'aumento di entrate nella società biancorossa vara "le Azioni della Molfetta Sportiva", che potevano essere acquistate da chiunque: un principio di azionariato popolare, poi maggiormente diffuso in Europa a partire dagli anni duemila. Gli sparlotti chiudono i campionati interregionali, negli anni 1988 e 1989 in posizioni di alta classifica; nel 1990, anche grazie ai goal di Emanuele Del Zotti (che sette anni prima ha fatto parte del Bari di Catuzzi) giungono secondi nel girone G, a due punti di distanza dalla capolista Vastese, e vengono ripescati in Serie C2: tornano quindi in C dopo 32 anni, entrando per la prima volta nella loro storia nel Calcio pienamente professionistico.
In Serie C2, il Molfetta conclude le stagioni 1990-1991 e 1991-1992 a ridosso della metà classifica del proprio girone, il C, e dopo la prima stagione di C2 Sandro Fiore lascia la presidenza biancorossa dopo sette anni di gestione. Nell'anno calcistico 1992-1993 i molfettesi, allenati da Diego Giannattasio ultimano il girone in quinta posizione a quattro punti dalla coppia delle formazioni promosse in Serie C1, e i tifosi apprezzano l'attaccante biancorosso Micciola (acquistato nell'estate del '92 dal Trani). Dopo una salvezza a metà classifica nella stagione successiva, in cui il portiere Dario Loporchio viene convocato da Roberto Boninsegna per l'Italia Under-19, gli sparlotti chiudono al penultimo posto del girone il campionato 1994-1995, perdendo gli spareggi play-out contro l'Astrea - per effetto dello 0-0 in casa e del 4-1 a Roma, in favore dei ministeriali -.

### Il declino e il fallimento (1995-1999)
Con la retrocessione nel Campionato Nazionale Dilettanti ha inizio il declino della Molfetta Sportiva, che nel giro di tre anni retrocede in Promozione (divenuta nel frattempo seconda serie regionale). Nella stagione 1998-1999, a causa della grave situazione finanziaria del club e delle numerose assenze della squadra alle gare in programma nel girone di ritorno, questa viene esclusa dal campionato prima della fine delle competizioni e il club dichiarato fallito dopo ottantadue anni di esercizio sportivo.
Nell'estate del 1999 l'A.S. Adriatica Immobiliare Molfetta cambia denominazione sociale in "Associazione Sportiva Molfetta Calcio" (poi chiamata e ricordata comunemente come "Molfetta Calcio") e i colori sociali da blu e giallo in bianco e rosso, sostituendo la scomparsa Molfetta Sportiva come rappresentativa cittadina di maggiore categoria. Come altre varie compagini molfettesi avvicendatesi dai primi anni duemila in poi, questa non arriverà oltre il campionato di Eccellenza e sarà sciolta nel 2008.

### La rifondazione e il quadriennio 2009-2013 in Prima Categoria
Nell'estate del 2009 Carlo Tattoli, presidente e proprietario della società calcistica molfettese "Bari Sport" (da lui fondata nel 1984), appena promossa dalla Seconda alla Prima Categoria pugliese, ottiene dalla F.I.G.C. l'autorizzazione a modificare il nome del proprio titolo sportivo in "Associazione Calcio Dilettantistica Molfetta Sportiva", annunciando pubblicamente la rinascita dell'omonima società, scomparsa dieci anni prima. Quello di Tattoli e dei suoi collaboratori è un progetto basato sulla valorizzazione dei giovani e una collaborazione finanziaria diffusa. A differenza della prima Molfetta Sportiva, questa non è sempre la rappresentativa cittadina di livello più alto. Difatti, nella stagione 2009-2010 milita in Eccellenza il Liberty Molfetta, mentre a partire dal 2012 gioca, sempre in Eccellenza, la Libertas Molfetta, che usufruisce, come il Liberty, di altrui titoli sportivi; la Molfetta Sportiva rimarrà invece in Prima Categoria.
Nel 2010 e 2011 i ragazzi di Tattoli concludono il girone B di Prima Categoria in quarta posizione di classifica, perdendo entrambi gli anni il primo turno dei play-off contro il Carapelle; nel 2011 vincono la Coppa Puglia di Prima Categoria, battendo in finale il Carovigno per 2-0 (per effetto della doppietta del capitano Paparella). Dopo aver terminato il campionato 2011-2012 a metà classifica, i biancorossi chiudono il successivo in terzultima posizione di classifica, perdendo poi i play-out contro l'Omnia Bitonto (2-0) e retrocedendo in Seconda Categoria.
Nell'estate del 2013 l'A.C.D. Molfetta Sportiva viene sciolta.

### Il ritorno di Mauro Lanza (dal 2015)
Il 26 giugno 2015 la Libertas Molfetta di proprietà di Mauro Lanza (già presidente della Molfetta Sportiva a inizi anni ottanta, subito prima di Sandro Fiore), militante in Eccellenza da tre stagioni, incorpora la società calcistica concittadina di Promozione "Nuova Molfetta 1983" e ottiene dalla Federazione il cambio di denominazione del titolo sportivo in Associazione Sportiva Dilettantistica Molfetta Sportiva 1917. Nel corso del 2015-2016 i nuovi dirigenti abbandonano la società per contrasti con Lanza, detentore della maggioranza del pacchetto azionario, e la tifoseria organizzata molfettese toglie il supporto alla squadra perché in disaccordo con la gestione del presidente.
Al secondo anno consecutivo nella prima divisione regionale la squadra retrocede ai play-out, in Promozione. Nell'estate 2017 il presidente Lanza acquista i diritti sportivi del "Madrepietra Daunia" di Castelnuovo della Daunia (Foggia), iscrivendo la società, appositamente ribattezzata Sporting Fulgor, alla Serie D 2017-2018. I biancorossi concludono il campionato interregionale all'ultimo posto nel loro girone, privi da quasi tre anni di sostenitori a seguirli dagli spalti e disputando le gare di casa nello Stadio comunale San Sabino di Canosa, essendo vietato dalle norme federali l'utilizzo del Paolo Poli, all'epoca peraltro non a norma per la categoria interregionale.
Nel giugno 2018 il presidente Lanza liquida il titolo della Sporting Fulgor, acquisendo quello di Eccellenza dell'U.S. Bitonto per la società di calcio giovanile A.S.D. Molfetta Sportiva 1917, alla cui presidenza è nominata la figlia, Antonia Lanza. Il 4 novembre 2018 si svolge per la prima volta nella storia del calcio molfettese, il derby nella massima divisione pugliese di calcio (Eccellenza) tra il Molfetta Calcio, primo in classifica, e la Molfetta Sportiva 1917, fanalino di coda del campionato. Vince a sorpresa il derby la Molfetta Sportiva, con un gol segnato al 45° del primo tempo dal diciottenne molfettese Sergio Antonelli. Nella partita di ritorno s'impone per 0-2 il Molfetta Calcio. La stagione si chiude con la retrocessione in Promozione della Molfetta Sportiva 1917. Nel 2019 il club della famiglia Lanza rinuncia all'iscrizione in Promozione, continuando l'attività solo con il settore giovanile.
Nelle stagioni 2021-2022 e 2022-2023 partecipa alla Terza Categoria Puglia Bari.
Nell'estate del 2023 il presidente Mauro Lanza acquisisce il titolo sportivo dell'U.C. Mola partecipante al campionato di Eccellenza.

## Colori e simboli

### Colori
I colori della Molfetta Sportiva sono il bianco e il rosso (gli stessi, come già accennato, dell'effigie comunale di Molfetta). La casacca indossata tipicamente dagli sparlotti (quella storica) è stata a strisce verticali, bianche e rosse alternate. Fino all'estate del 1929 (in cui ci fu il cambio di denominazione da U.S. Fulgor a U.S. Molfetta), la Fulgor indossava invece maglie con strisce verticali bianche e blu alternate. Le casacce a strisce verticali bianche e rosse alternate, sono state utilizzate, anche dopo il 1999, da diverse altre formazioni molfettesi. Qui di seguito sono riportate, in ordine cronologico, alcune uniformi utilizzate dal Molfetta in vari periodi storici, diverse dalla canonica strisciata biancorossa: sono immortalate dalle foto di repertorio della formazione biancorossa, reperibili in rete. La datazione non è certamente precisa, perché non essendo disponibili le foto di ogni stagione, non è possibile stabilire con certezza se tali divise siano state utilizzate solo nelle stagioni indicate o anche nelle stagioni seguenti o precedenti. 
| 1929-1930 | storica | 1952-1953 | 1969-1970 | 1975-1976 | 1988-1989 | 2015-2016 |

### Simboli ufficiali

#### Stemma
L'ultimo logo della Molfetta Sportiva fallita nel 1999, era composto da uno scudo svizzero con strisce alternate rosse e bianche, bordato di bianco; nello spazio bordato bianco erano poste, rispettivamente superiormente quattro palle da football e inferiormente una palla dello stesso tipo. Ai lati (sempre nella bordatura bianca) campeggiavano le scritte in rosso, rispettivamente a sinistra "Molfetta" e a destra "Sportiva".
Lo stemma dell'A.C.D. Molfetta Sportiva di Carlo Tattoli (2009-2013) era sempre del tipo svizzero, ma con i fianchi perfettamente diritti (e verticali) e contornato da una semplice striscia rossa continua. La parte interna, bianca, conteneva superiormente la scritta "A.C.D. Molfetta Sportiva", circa centralmente un disegno rosso del duomo di Molfetta e in basso il numero 1984, corrispondente all'anno di fondazione della Bari Sport di Tattoli.
L'A.S.D. Molfetta Sportiva 1917, rifondata nel 2015 per mezzo di cambio denominazione, ha riadottato lo stemma tradizionale con scudo a strisce.

#### Mascotte
La mascotte della Molfetta Sportiva è il pesce sparlotto. Non sono disponibili fonti che spieghino i motivi dell'uso di questa mascotte; il soprannome sparlotti per la squadra di Calcio del centro costiero, è già usato dalla Gazzetta del Mezzogiorno il 26 ottobre 1931 (nel resoconto della gara Molfetta-Catanzarese disputata il giorno precedente e finita 3-2 per i pugliesi).

## Società
| Anni                                      | Colori                                                                              | Denominazione            |
| ----------------------------------------- | ----------------------------------------------------------------------------------- | ------------------------ |
| 1917-1929                                 |                                                                                     | Unione Sportiva Fulgor   |
| 1929-1931                                 |                                                                                     | Unione Sportiva Molfetta |
| 1931-1935                                 | Molfetta Sportiva                                                                   |                          |
| 1935-193?                                 | Associazione Sportiva Molfetta                                                      |                          |
| 193?-19?? almeno dal 1939 al 1943         | Molfetta Sportiva                                                                   |                          |
| ?-1951                                    | Associazione Sportiva Molfetta                                                      |                          |
| 1951-1952                                 | Molfetta Società Sportiva                                                           |                          |
| 1952-195? almeno nella stagione 1952-53   | Molfetta Sportiva                                                                   |                          |
| 195?-1956 almeno nella stagione 1955-1956 | Unione Sportiva Molfetta                                                            |                          |
| 1956-195? almeno nella stagione 1956-1957 | Molfetta Sportiva                                                                   |                          |
| ?-1982                                    | Molfetta Sportiva                                                                   |                          |
| 1982-1983                                 | Società Polisportiva Molfetta Sportiva                                              |                          |
| 1983-1999                                 | Molfetta Sportiva                                                                   |                          |
| 2009-2013                                 | Associazione Calcio Dilettantistica Molfetta Sportiva (ex Bari Sport)               |                          |
| 2015-2017                                 | Associazione Sportiva Dilettantistica Molfetta Sportiva 1917 (ex Libertas Molfetta) |                          |
| 2017-2018                                 | Associazione Sportiva Dilettantistica Sporting Fulgor                               |                          |
| 2018-                                     | Associazione Sportiva Dilettantistica Molfetta Sportiva 1917                        |                          |

## Calciatori

Il centravanti e allenatore Alberto Milli.

Di seguito l'elenco di alcuni calciatori distintisi nelle file della Molfetta Sportiva, nei vari periodi storici per diversi motivi. Annoverati anche per numero di presenze o record particolari.
- Giosuè Poli (19??-1926; 1929-1930); attaccante, fra i pionieri del Calcio e dello sport molfettese, leader della Fulgor dei primi anni venti.[57][58]
- Vito Montrone; centrocampista[53] con oltre 350 presenze ufficiali in maglia biancorossa (di cui 248 nel periodo 1949-1957).[59]
- Alberto Milli (1948-1956); attaccante e per un anno, contemporaneamente allenatore. Ha all'attivo, in maglia biancorossa 192 presenze e 109 goal messi a segno.
- Antonio Gioia (detto Tonino); centrocampista,[53] nel Molfetta negli anni cinquanta.[60]
- Espedito Chionna (1990-1995); difensore. 141 presenze e 7 goal; con gli sparlotti per tutto il quinquennio della Serie C2.
- Dario Loporchio (1992-1996); portiere. Nella stagione 1993-1994 gioca nella Nazionale Under 19 di Serie C, allenata da Boninsegna (negli anni duemila gioca due stagioni nell'A.S.D. Molfetta Calcio, in Eccellenza; il Molfetta Calcio, nel 1999 aveva rimpiazzato la Molfetta Sportiva come rappresentativa cittadina di livello più alto)[15][61].

## Palmarès

### Competizioni nazionali
- IV Serie:

primo posto nel girone G e successivamente vincitrice della finale meridionale: 1954-1955

### Competizioni regionali
- Seconda Divisione: 1

1929-1930
- Promozione: 1

1950-1951
- Prima Categoria: 1

1965-1966
- Coppa Puglia di Prima Categoria: 1

2010-2011

### Competizioni giovanili
- Campionato Allievi Regionali: 1

1986-1987 (giungono alle semifinali nazionali, dove vengono battuti dalla SPES Montesacro di Roma).

## Statistiche e record

### Partecipazione ai campionati

#### Campionati nazionali
| Livello | Categoria                                   | Partecipazioni | Debutto   | Ultima stagione | Totale |
| ------- | ------------------------------------------- | -------------- | --------- | --------------- | ------ |
| 2º      | Prima Divisione                             | 1              | 1928-1929 | 1928-1929       | 1      |
| 3º      | Prima Divisione                             | 4              | 1930-1931 | 1933-1934       | 16     |
| 3º      | Serie C                                     | 12             | 1936-1937 | 1956-1957       | 16     |
| 4º      | Seconda Divisione                           | 1              | 1929-1930 | 1929-1930       | 24     |
| 4º      | Promozione                                  | 3              | 1948-1949 | 1950-1951       | 24     |
| 4º      | IV Serie                                    | 3              | 1953-1954 | 1958-1959       | 24     |
| 4º      | Campionato Interregionale - Prima Categoria | 1              | 1957-1958 | 1957-1958       | 24     |
| 4º      | Serie D                                     | 11             | 1959-1960 | 2017-2018       | 24     |
| 4º      | Serie C2                                    | 5              | 1990-1991 | 1994-1995       | 24     |
| 5º      | Campionato Interregionale                   | 3              | 1987-1988 | 1989-1990       | 4      |
| 5º      | Campionato Nazionale Dilettanti             | 1              | 1995-1996 | 1995-1996       | 4      |

#### Campionati regionali
| Livello | Categoria         | Partecipazioni | Debutto    | Ultima stagione | Totale |
| ------- | ----------------- | -------------- | ---------- | --------------- | ------ |
| 1º      | Seconda Divisione | 1              | 1929-1930  | 1929-1930       | 23     |
| 1º      | Prima Divisione   | 4              | 1934-1935  | 1938-1939       | 23     |
| 1º      | Promozione        | 11             | 1972-1973  | 1986-1987       | 23     |
| 1º      | Prima Categoria   | 3              | 1964-1965  | 1966-1967       | 23     |
| 1º      | Eccellenza        | 5              | 1996-1997  | 2018-2019       | 23     |
| 2º      | Terza Divisione   | 1              | 1927-1928  | 1927-1928       | 6      |
| 2º      | Prima Categoria   | 4              | 1978-1979  | 1981-1982       | 6      |
| 2º      | Promozione        | 1              | 1998-1999* | 1998-1999*      | 6      |
| 3º      | Prima Categoria   | 4              | 2009-2010  | 2012-2013       | 4      |

NOTA: il campionato di Promozione Puglia 1998-1999 fu disputato fino quasi a fine girone d'andata, dopo di che la squadra fu "esclusa" per sopraggiunto fallimento del club. La partecipazione a quel campionato è qui riportata per completezza di contenuti, ma essendo poi stati sottratti a tutte le squadre gli effetti degli incontri con la Molfetta Sportiva, di regola quel campionato non va conteggiato.

## Tifoseria

### Storia[63]

Gli ultras biancorossi negli anni ottanta

Il primo gruppo organizzato della tifoseria molfettese, gli Hooligans Molfetta, nacque nel 1985-1986 e si distinse per la forte presenza sia in casa che in trasferta. Col tempo, altri gruppi come Red Skins, Brigate, Farmacy Group e Molfetta Casual affiancarono il gruppo principale.
Attualmente, i gruppi attivi sono la Vecchia Guardia (dal 1985) e i Molfetta Ultras (dal 2009). Dopo il fallimento della Molfetta Sportiva nel 1999, il tifo organizzato subì una crisi, dalla stagione 2004-2005 si registrò un graduale ritorno del pubblico. Nonostante lo scioglimento di varie società cittadine, i gruppi hanno continuato a supportare le varie prime squadre molfettesi, oggi principalmente il Molfetta Calcio (dal 2017), dopo una rottura con la dirigenza della Molfetta Sportiva.

### Gemellaggi e rivalità

Gli ultras sparlotti in trasferta a Bisceglie

L'unico gemellaggio ufficiale ad oggi della tifoseria sparlotta è quello con i molisani del Termoli, instaurato nel campionato Interregionale 1988-1989 unisce entrambe le cittadine marinare.
Un'amicizia nata negli ultimi anni si ha con i tifosi del Barletta. 
Rapporti di rispetto reciproco dagli anni 90 con la tifoseria dell'Andria per via della comune rivalità con i tifosi del Trani. 
Vecchie amicizie, interrotte per gli scarsi incontri tra le due compagini causa le differenze di categoria, sono quelle con i campani della Juve Stabia(1991-1993) e con quella del Giulianova.
Per quanto concerne le rivalità sono due quelle più accese, con le vicine Bisceglie e Trani, spesso sfociate in scontri. Altre rivalità degne di nota si hanno con il Cerignola, la cui formazione è stata spesso in lotta con i biancorossi per i medesimi obiettivi stagionali, e il Manfredonia. In terra di Bari non buoni sono i rapporti con gli ultras dell'Altamura,, del Corato e del Mola.